# كينيث هيس
كينيث هيس (بالإنجليزية: Kenneth Hess)‏ هو شخصية أعمال ومهندس أمريكي، ولد في 22 يناير 1953.